# La Brocante Nakano
 (février 2018).
La Brocante Nakano (古道具 中野商店 Furudōgu Nakano shōten) est un roman écrit par Hiromi Kawakami, paru en 2005.

## Résumé de l’œuvre
À Tokyo, il existe une brocante originale. Le propriétaire, M. Nakano, est un monsieur qui aime les femmes. Il est aidé par trois personnes : sa sœur Masayo et ses deux employés,  Takeo et Hitomi, la narratrice. Le roman suit la vie quotidienne de la boutique.

## Traduction française
Il existe une traduction française aux éditions Philippe Picquier par Elisabeth Suetsugu en 2007  (ISBN 2877309274).